# Newskoje (Kaliningrad, Nesterow)
Newskoje (russisch Невское, deutsch Pillupönen, Kreis Stallupönen, 1938–1945 Schloßbach, Kreis Ebenrode) ist eine Siedlung in der russischen Oblast Kaliningrad. Sie gehört zur kommunalen Selbstverwaltungseinheit Stadtkreis Nesterow im Rajon Nesterow.

## Geographische Lage
Newskoje liegt im Grenzgebiet zu Litauen im Tal der Pillup, die hier in die Dobup (russisch: Glubokaja) mündet. 
Durch den Ort führt die Regionalstraße 27A-059, die von Nesterow (Stallupönen/Ebenrode) kommend 34 Kilometer weiter südlich im Grenzgebiet zu Polen endet und bis 1945 eine Verbindungsstraße über Szittkehmen (1938–1945 Wehrkirchen, polnisch: Żytkiejmy) nach Goldap (polnisch: Gołdap) war. In Newskoje endet die aus dem südwestlich gelegenen Kalinino (Mehlkehmen/Birkenmühle) kommende Kommunalstraße 27K-276.
Bis in die 1970er Jahre war Newskoje Bahnstation an der Bahnstrecke Gołdap–Nesterow, die nach 1945 nur noch im russischen Abschnitt betrieben wurde und dann eingestellt wurde.

## Geschichte
Der Ort Pillupönen, bestehend aus einem Dorf und einem adligen Gut, ist seit Mitte des 16. Jahrhunderts nachweisbar. Im Jahr 1874 wurde die Landgemeinde Pillupönen Sitz eines Amtsbezirks im Landkreis Stallupönen. 1928 wurde das Gut in die Landgemeinde integriert. Die Gemeinde Ackmonienen wurde zum 1. Oktober 1937 nach Pillupönen eingemeindet. Am 3. Juni 1938 wurde Pillupönen in Schloßbach umbenannt. Das ehemalige Ackmonienen wurde in der Folge als Kleinschloßbach bezeichnet.
In Pillupönen/Schloßbach stand ein Gutshaus aus dem 17./18. Jahrhundert mit Dachausbau aus dem 19. Jahrhundert. Letzte Besitzerin war die Familie Will.
Im Jahr 1945 kam der Ort zur Sowjetunion. 1947 erhielt er den russischen Namen Newskoje und wurde gleichzeitig Sitz eines Dorfsowjets im Rajon Nesterow. 1954 gelangte Newskoje mit dem gesamten Dorfsowjet in den Pokryschkinski selski Sowet. Von 2008 bis 2018 gehörte der Ort zur Landgemeinde Prigorodnoje selskoje posselenije und seither zum Stadtkreis Nesterow.

### Einwohnerentwicklung
| Jahr | Einwohner | Bemerkungen                             |
| ---- | --------- | --------------------------------------- |
| 1910 | 868       | Davon 94 im Gutsbezirk Adlig Pillupönen |
| 1933 | 881       |                                         |
| 1939 | 792       | Einschließlich Kleinschloßbach          |
| 2002 | 516       |                                         |
| 2010 | 453       |                                         |

### Amtsbezirk Pillupönen (Schloßbach) 1874–1945
Am 24. Juni 1874 wurde der Amtsbezirk Pillupönen aus sieben Landgemeinden und einem Gutsbezirk im Landkreis Stallupönen (1938–1945 Landkreis Ebenrode) im Regierungsbezirk Gumbinnen der preußischen Provinz Ostpreußen gebildet.
| Name (bis 1938)                                                             | Name (1938–1945)                  | Russischer Name nach 1945 |
| --------------------------------------------------------------------------- | --------------------------------- | ------------------------- |
| Landgemeinden:                                                              |                                   |                           |
| Ackmonienen, 1937 zu Pillupönen                                             | als Kleinschloßbach zu Schloßbach |                           |
| Daugelischken                                                               | Pfeifenberg                       |                           |
| Norwieden                                                                   | Norwieden                         |                           |
| Pillupönen                                                                  | Schloßbach                        | Newskoje                  |
| Sudeiken                                                                    | Sudeiken                          |                           |
| Taschieten                                                                  | Steinhalde                        |                           |
| Wenzlowischken                                                              | Wenzbach                          | Wosnessenskoje            |
| Gutsbezirke:                                                                |                                   |                           |
| Pillupönen, seit um 1900 Adlig Pillupönen, 1928 zur Landgemeinde Pillupönen |                                   |                           |

### Newski selski Sowet 1947–1954
Der Dorfsowjet Newski selski Sowet (ru. Невский сельский Совет) wurde im Juni 1947 im Rajon Nesterow eingerichtet. Im Jahr 1954 wurde der Dorfsowjet wieder aufgelöst und an den Pokryschkinski selski Sowet angeschlossen.
| Ortsname                      | Name bis 1947/50                                            | Jahr der Umbenennung |
| ----------------------------- | ----------------------------------------------------------- | -------------------- |
| Jagodnoje (Ягодное)           | Bredauen                                                    | 1950                 |
| Newskoje (Невское)            | Pillupönen, 1938–1945: "Schloßbach"                         | 1947                 |
| Panfilowo (Панфилово)         | Podszohnen, 1936–1938: Podschohnen, 1938–1945: "Buschfelde" | 1947                 |
| Rybalkowo (Рыбалково)         | Matternischken, 1938–1945: "Matten"                         | 1950                 |
| Tschernjachowo (Черняхово)    | Laukupönen, 1938–1945: "Erlenhagen"                         | 1947                 |
| Wosnessenskoje (Вознесенское) | Wenzlowischken, 1938–1945 "Wenzbach"                        | 1947                 |

## Kirche

### Kirchengebäude
Bei der Dorfkirche im jetzigen Newskoje handelt es sich um einen Saalbau von 1778 auf den Fundamenten der Vorgängerkirche von 1565. Der Turmunterbau entstand 1686, der Oberbau von 1778. Der Turmabschluss von 1816 wurde 1914 nach Kriegszerstörungen erneuert.
Das Gotteshaus hielt den Kampfhandlungen der Jahre 1944/1945 stand. Allerdings wurde es zu Sowjetzeiten zur Lagerung von Kunstdünger verwendet und die Gebäudesubstanz verfiel. 1994 räumten die Einwohner des Dorfes das Gebäude aus und reinigten es. Mit finanzieller Unterstützung aus Deutschland konnte das Gebäude wieder instand gesetzt werden. Im August 1994 fand der erste Gottesdienst im nun wieder als Kirche genutzten Gebäude statt.

### Kirchengemeinde
Pillupönen gehörte mit seiner überwiegend evangelischen Bevölkerung bis 1725 zur Inspektion Insterburg (russisch: Tschernjachowsk), kam dann mit seinem Kirchspiel zum Kirchenkreis Stallupönen/Ebenrode in der Kirchenprovinz Ostpreußen der Kirche der Altpreußischen Union.
Während der Zeit des sowjetischen Sozialismus kam das kirchliche Leben in Newskoje völlig zum Erliegen. Erst in den 1990er Jahren entstand auf Initiative angesiedelter Russlanddeutscher wieder eine evangelische Gemeinde, die sich mit dem Nachbarort Tschernjachowo (Erlenhagen) der neugebildeten Propstei Kaliningrad in der Evangelisch-Lutherischen Kirche Europäisches Russland (ELKER) angliederte. Das zuständige Pfarramt ist das der Salzburger Kirche in Gussew (Gumbinnen), in dem zwei Geistliche tätig sind.

### Pfarrer 1557–1945
Zwischen 1557 und 1945 waren in Pillupönen/Schloßbach 25 evangelische Geistliche tätig:
- Nicolaus Blothno, 1557–1602
- Michael Sappuhn, 1595–1622
- Heinrich Sperber, bis 1655
- Johann Bartholdi, 1655–1674
- Johann Poll, 1675–1681
- Christoph Poll, 1681–1692
- Johann Friedrich Bartenwerfer, 1686–1701
- Friedrich Reinh. Rosochatius, 1694–1695
- Daniel Kewenick, ab 1695
- Johann Schumacher, bis 1710
- Christoph Perkuhn, 1701–1710
- Heinrich Günther Plewe, 1710–1727
- Georg Jacob Großjohann, 1727–1743
- Martin Jagodzinski, 1743–1769
- Friedrich Miachel Naugart, 1769–1793
- Johann Friedrich Pöppel, 1794–1809
- Carl Gottlieb Bauer, 1810–1817
- Georg Samuel Fritz, 1817–1819
- Karl Fleischmann, 1820–1844
- Leopold Otto Loebell, 1844[5]
- Ludwig Johann Johannesson, 1844–1850[5]
- Carl Eduard O. Strohmann, 1858–1883[5]
- Otto Friedrich Moritz Lehmann, 1883–1898
- Paul August Ludwig Schultze, 1898–1928
- Paul Melzer, 1930–1945